# Le Professeur Hannibal
Le Professeur Hannibal (titre original : Hannibál tanár úr) est un film hongrois réalisé en 1956 par Zoltán Fábri. Il a reçu le Grand Prix au Festival de Karlovy Vary en 1957.

## Synopsis
- Sous la dictature du régent Horthy, un timide professeur de lycée publie un ouvrage sur le général carthaginois Hannibal. D'une rigueur et d'une intégrité indéniables, les écrits du professeur n'ont pourtant pas l'air de plaire aux autorités politiques en place. Il sera donc l'objet de pressions et de persécutions terribles... mais, il ne fléchira pas.

## Fiche technique
- Titre original : Hannibál tanár úr
- Titre français : Le Professeur Hannibal
- Réalisation : Zoltán Fábri
- Scénario : Z. Fábri, István Gyenes, Péter Szácz d'après une nouvelle de Ferenc Móra
- Photographie : Ferenc Szécsényi, noir et blanc
- Décors : Ivan Ambrózy
- Musique : Zdenko Tamássy
- Durée : 94 minutes
- Année de réalisation : 1956
- Pays d'origine :  Hongrie
- Genre : Film dramatique

## Distribution artistique
- Ernő Szabó : Béla Nyul
- Manyi Kiss : sa femme
- Zoltán Makláry : Manzák
- Noémi Apor : Lola
- Zoltán Greguss : le député
- Emmi Buttykay : Mici
- Hilda Gobbi

## Commentaire
- « Persécuté, poursuivi, affolé, le personnage de professeur de lycée, à la mentalité provinciale, reflète avec justesse les réactions du petit-bourgeois moyen, foncièrement honnête, désemparé et hésitant devant la marée montante du fascisme. Ses réactions instinctives sont la peur et l'incompréhension. (...) Même dans les dernières séquences, où la tension atteint son point culminant, le professeur n'est pas un héros dans l'acception courante du terme (...) », plutôt un symbole, « le symbole sublimé de la lutte humaine contre la violence aveugle des puissants déchaînés du moment. » (Claude B. Levenson, Premier Plan, décembre 1966)
- Sortie en 1956, cette satire du fascisme de la période de régent Horthy pouvait également s'appliquer à certaines pratiques idéologiques en vigueur sous le régime de la démocratie populaire.